# Teslui
Teslui es una comuna ubicada en el distrito de Olt, Rumania.

## Superficie
Posee una superficie de 57,51 kilómetros cuadrados.

## Demografía
Hasta 2021 la población era de 2490 habitantes, con una densidad de población de 43,30 habitantes por kilómetro cuadrado.